# Pseudovanilla foliata
Pseudovanilla foliata là một loài thực vật có hoa trong họ Lan. Loài này được (F.Muell.) Garay miêu tả khoa học đầu tiên năm 1986.

## Hình ảnh

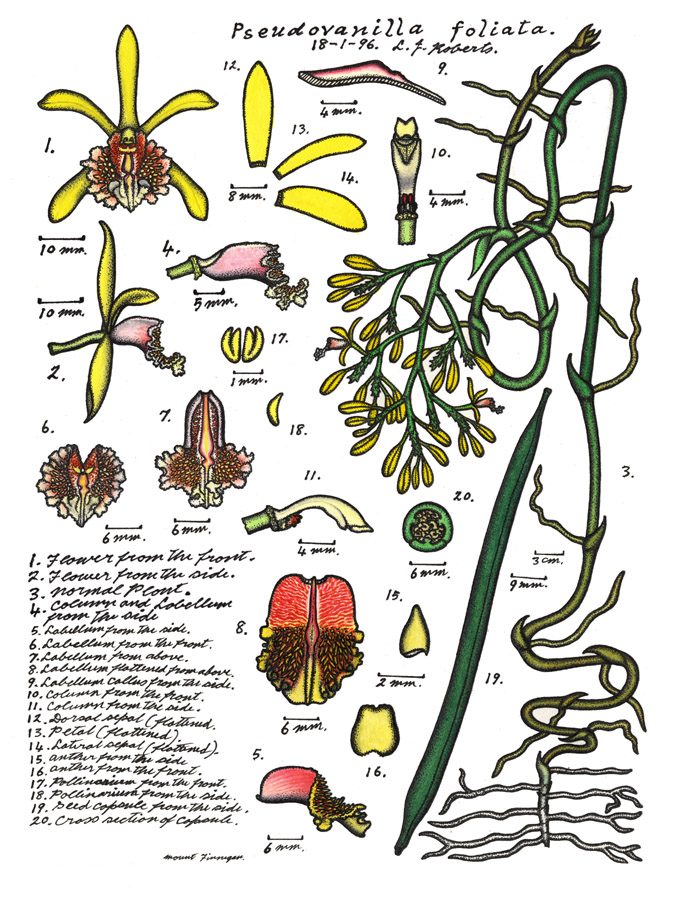
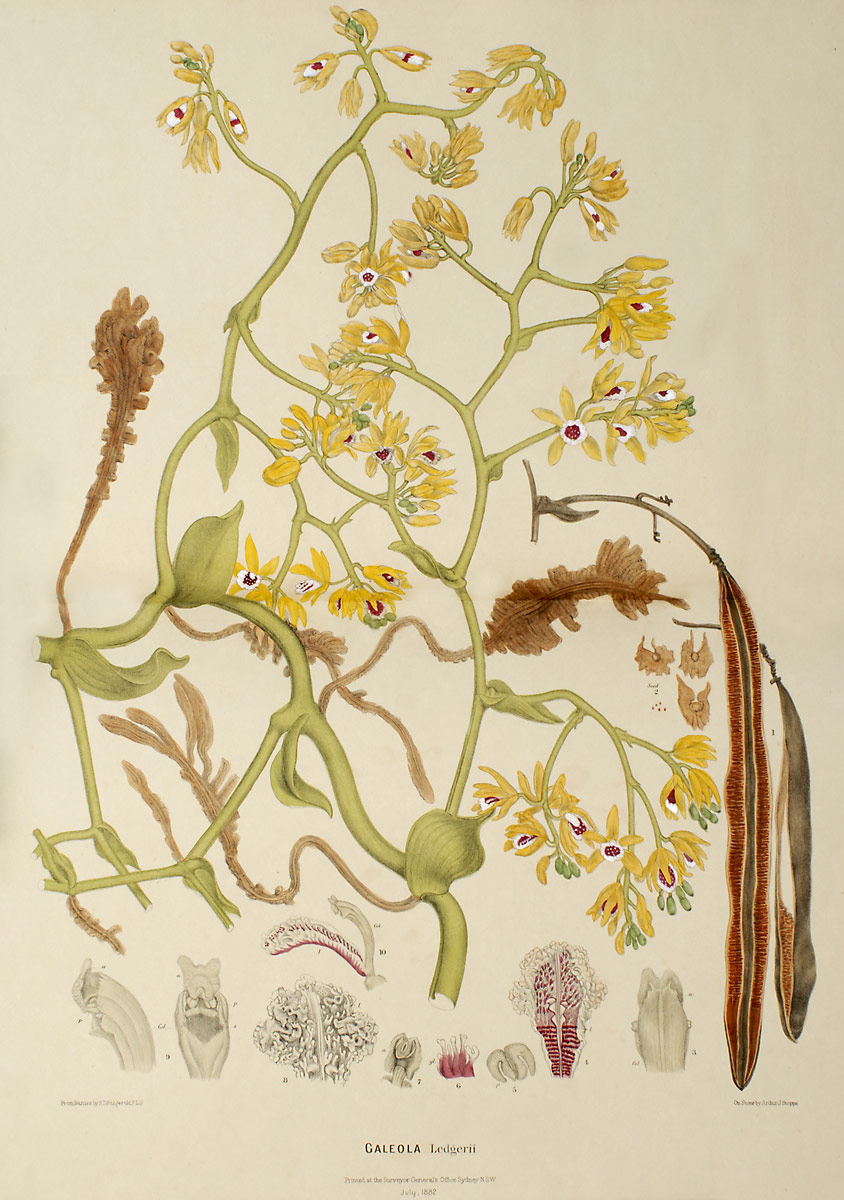